# 趣香饼家
趣香饼家是一间广州老字号糕饼公司，经营范围包括中西式糕点以及副食品的制作批发零售。趣香饼家于1938年开始经营，二十世纪四十年代时开始出名，2005年后一度停业，2010年重新开张营业。现有两家分店。

## 历史
趣香饼家最早成立于1938年。当时创始人是敬义信饼家的四名掌柜：罗振球、钟信甫、何良民和罗松发。四人在敬义信饼家打工的时候，决定自行独立出来做糕饼店。最初选址在下九路第十甫，铺位原来属于一间名为“佛有缘”的斋菜馆。店名“趣香”，取粤语中“脆香”谐音之意。开业时全店共6人，资本约1000元。当时第十甫属于广州的商业旺地，附近的零食点心商铺有显记、适宜、敬义信与四美斋等等，此外陶陶居、莲香楼、西南酒家等茶楼酒店也会兼营糕点售卖。趣香饼家最初是从别的糕饼制作店家进货销售。1943年，趣香饼家开设了自己的糕点制作工厂，品种和工艺标准开始增多提高。趣香饼家专注于当时同业较少重视的小食品，利用市场空隙，在不同季节时令推出应景的特色小食品，以品种繁多，注重回头客取胜。
二十世纪四十年代是趣香饼家的一个经营高峰。1943年时有某达官贵人寿辰时大排筵席，并在趣香订做了一个西式生日蛋糕，结果趣香的糕点师傅作出了一个“高三尺，直径两尺”的大型塔形西式大生日蛋糕。由于体型巨大，做工精巧，为当时广州独见，造成了轰动效应，打响了趣香的知名度。抗日战争结束後，由于趣香饼家旁边开了一家豪华理发店，不少社会名流，影剧明星会顺路光顾趣香饼家，令趣香知名度不断扩大。1948年的中秋节，趣香饼家专门雇佣了一辆宣传车，装点上霓虹灯饰，以扩音器在广州全城巡行宣传，轰动一时。
1956年後，中华人民共和国实行全行业公私合营制度。显见、敬义信、适宜、四美斋、趣香等饼家合并经营，成立糕点加工厂，但仍然保留“趣香”的店铺名号。公私合营前，趣香饼家由创始人之一的钟信甫打理。公私合营後，逐渐由显记的糕饼师傅韩发接手。后者经营有道，亲力亲为，不但将传承糕饼技艺发扬光大，而且集五家饼店之长，时有创新。
1959年至1961年，由于中国共产党的大跃进运动以及牺牲农业发展工业的政策，导致出现全国性的粮食短缺和饑荒。由于糕点原材料奇缺，趣香饼家不仅无法生产高档糕点，就是低档品种也难以保证，陷入了经营低谷。1961年初开始，政府为了回笼货币，抑制通胀，从大城市的糕点糖果行业开始，实行了高价商品政策。趣香饼家得益于此政策，得以重新生产各式糕点，并且因为质量高，销量上佳。1963年，中国经济开始转好，高价糕点政策停止。趣香改为生产传统糕点，并未被转型所累。1964年中秋，趣香推出新的名牌月饼，称为“福、寿、康、宁四喜月”，广受欢迎。
1965年後，文化大革命开始。趣香饼家的糕点被认为是“给资产阶级的老爷服务的”，被迫停产，只能生产面向“工农兵、大众化”的廉价产品。进入七十年代后，较为高档的品种略有恢复。1971年，趣香饼家恢复月饼的生产。由于当时实施计划经济管理体制，配方、品种、价格都需要统一调度，企业的活力受到抑制。
1978年，改革开放後，趣香饼家和其他老字号一样，逐渐恢复生机。趣香饼家与南源、西桥、海珠等几间糕点厂合并，改称“趣香糕点厂”。当时广东点心外地欢迎，八十年代的趣香和莲香一样，由于需求太大，供不应求，基本不需要同业竞争。甚至有出现客户将车开到工坊烤炉边等着糕点出炉就运走的情景。
进入九十年代後，趣香糕点厂改回“趣香饼家”之名。邓小平南巡後，市场经济迅猛发展，糕饼业竞争也日趋激烈。而趣香饼家在激烈的同业竞争中凭借着地段、名气、质量等优势，发展迅猛。1993年，趣香充分利用地处十甫路黄金商区的优势，装修了原有的十甫路门市部、西饼苑，增设了凉果屋、蛋糕屋、牛杂屋等，共计拥有9个销售门市部。1995年新开设了一间符合现代标准要求的“趣香速冻食品厂”，采用了“全空调、全封闭、全不锈钢”的高标准卫生设施、专业设计的标准化的工艺流程、包括急冻线在内的先进生产设备；同年又建成了高标准的铲蓉车间，完全使用电热夹层铲蓉锅和柴油汽化夹层铲蓉锅，被卫生部门称为“广州市一流的铲蓉工场”。九十年代中期，趣香饼家全面从作坊式生产转型为现代化机械化流水线生产，并且大量投资研发新生产技术，达成多项技术革新；同时大规模引进先进设备。此外，趣香饼家在研发新产品、营销公关上亦卓有成效。趣香饼家在九十年代中期达到了其最鼎盛的时期。
2000年以后，随着广东各地乃至中国全国各省各地的本土糕点行业逐渐发展，趣香饼家的销量在行业竞争中逐渐回落。特别是外销市场逐渐失去。此外国营企业的资金问题、职工老化问题等弊端也逐渐出现，相比私营企业显现劣势。2005年，趣香饼家因为无法承受过高租金，从第十甫路撤出，在经营上陷入困境，停业整顿。2008年，趣香饼家被收归国有後，成为广州市副食品企业集团旗下的分公司，情况开始好转，在2010年重新在第十甫路开店，但由于与私人业主在租金问题上无法达成协议，只能使用属于房管局的铺位，面积只有原店八分之一。其余营业主要依托于广州市副食品企业集团的销售网点进行专柜售卖。

## 现状
2014年为止，趣香饼家有两家分店。其一位于荔湾区第十甫路97号，是以往老铺位的一部分，店面面积约为20平方米。另一家分店位于海珠区南华东路433号，店面较大，超过50平方米。